# 喜多村緑郎 (2代目)
二代目 喜多村 緑郎（にだいめ きたむら ろくろう、1969年〈昭和44年〉1月6日 - ）は、日本・新潟県新潟市出身の俳優。本名は神田 和幸（かんだ かずゆき）。新派所属で屋号は緑屋。定紋は石持ち地抜き笹竜胆。二代目 市川 月乃助として歌舞伎の舞台にも立った。歌舞伎役者時代の屋号は澤瀉屋。定紋は大関澤瀉。立役。

## 略歴・人物
実妹を病気で亡くして人生に絶望しかけた時に母親の勧めで国立劇場第九期歌舞伎俳優を受講する。寿司屋でアルバイトをしながら歌舞伎研修に勤しむ毎日であったという。
1988年4月に本名の神田和幸を名乗り、歌舞伎座にて『仮名手本忠臣蔵』三段目の本蔵家来ほかで初舞台。同年7月に澤瀉屋の四代目市川段四郎に入門し、10月から市川段治郎を名乗る。1994年には三代目市川猿之助の部屋子となり修業を続け、2000年に名題昇進。
2011年12月19日付にて二代目市川月乃助を襲名。
身長183cm、体重74kgとその長身の体躯を活かし二枚目から実悪、色敵までつとめる。歌舞伎のみならず、朗読劇や日本舞踊・西洋舞踊、新派・新劇やテレビ時代劇に至るまで様々な活動を展開した。
2016年1月 劇団新派へ入団し、喜多村緑郎を二代目として襲名することを明らかにした。同年9月1日開幕の新橋演舞場「九月新派特別公演」にて正式に二代目 喜多村緑郎を襲名。襲名披露公演は新橋演舞場と大阪松竹座にて行われた。
2021年10月2日初日の「花柳章太郎追悼 十月新派特別公演」（新橋演舞場）を下行結腸憩室炎のため休演。同月16日、同公演で舞台復帰。
2021年11月末日付でそれまで所属していた松竹エンタテインメントを話し合いの結果退職し、業務提携をしていたエ・ネスト所属となった
。
2022年6月六月大歌舞伎「ふるあめりかに袖はぬらさじ」（歌舞伎座）にて8年ぶりの歌舞伎座出演。
2022年8月「坂東玉三郎特別公演　東海道四谷怪談」（京都　南座）にて小仏小平役を好演。また「元禄花見踊」では華やかな踊りを披露。
2022年10月「坂東玉三郎特別公演　本朝廿四孝」（名古屋　御園座）では長尾謙信役を演じる。
2023年1月1日より株式会社ケイロックスに所属。
2023年5月31日　1988年歌舞伎の初舞台よりデビュー35年にして初めてテレビドラマ現代劇

### 私生活
2013年1月27日に元宝塚歌劇団宙組トップスターで女優の貴城けいと結婚、同月30日に公表した。
2020年2月3日、週刊文春が不倫報道を掲載。2019年の暮れより、女優の鈴木杏樹と海岸デートやラブホテルなどで一時を過ごすなどの関係にあると報じられた。
2022年5月22日のスポーツ報知インタビューにて「妻とは話し合いを重ね復縁いたしました。円満です。今後は脇目も振らず、役者一筋で頑張ります。」と答えた。

## 主な出演作
- 2005年
  - 3月-6月 スーパー歌舞伎『ヤマトタケル』 -ヤマトタケル、タケヒコ（初代市川右近との交互出演）
  - 7月 歌舞伎鑑賞教室『義経千本桜』 -源義経
  - 8月 朗読劇『美貌の青空』
  - 9月 博多座大歌舞伎　昼『三人吉三巴白浪』 -お坊吉三、夜『義経千本桜』「川連法眼館の場」 -源義経
  - 11月 2005年 坂東玉三郎八千代座舞踊公演『阿国歌舞伎夢華』 -名古屋山三

- 2006年
  - 1月 昼『義賢最期』 -多田蔵人行綱、夜『仮名手本忠臣蔵』「五・六段目」 -千崎弥五郎、夜『春調娘七種』 -曽我十郎
  - 3月 『當世流小栗判官』第一部 -浪七、第二部 -口上、遊行上人
  - 5月 『雪之丞変化2006』 -中村雪之丞、ユキヒコ
  - 6月 三越歌舞伎『菅原伝授手習鑑』 「車引」 -松王丸、『女殺油地獄』 豊嶋屋七左衛門
  - 7月 七月大歌舞伎　昼『夜叉ヶ池』  -萩原晃、夜『山吹』  -島津正
  - 8月 『ラヴ・レターズ』 -アンディ
  - 8月 朗読劇『優雅な秘密』『下町日和』
  - 9月 『獅子虎傳』　阿吽堂vol.3
  - 10月 通し狂言『染模様恩愛御書』  -細川越中守
  - 10月 紫派藤間流舞踊会　 夜の部『蝶の道行』
  - 11月 花形歌舞伎　昼『勧進帳』 -駿河次郎、夜『義経千本桜』「川連法眼館の場」 -源義経

- 2007年
  - 1月 『動物園物語』 -ピーター
  - 3月 『蓮絲恋慕曼荼羅』（初瀬豊寿丸） -豊寿丸
  - 4月 比叡山春季特別講座 -講師
  - 5月 坂東玉三郎特別舞踊公演『阿国歌舞伎夢華』 -名古屋山三
  - 6月 『獨道中五十三驛』 -丹波与八郎
  - 7月 松竹大歌舞伎 中央コース「歌舞伎のみかた」『平家女護島』「俊寛」-平判官康頼、『再茲歌舞伎花轢』（お祭）-鳶頭
  - 8月 リーディング・スペクタクル『下町日和〜人情編〜』
  - 8月 リーディング・スペクタクル『ミッシング・ピース』 -桧森龍也、夢の中のメック夫人
  - 9月 『愛、時をこえて 関ヶ原異聞』 -石田三成
  - 10月 三越歌舞伎『傾城反魂香』 -狩野雅楽之助
  - 10月-11月 坂東玉三郎特別舞踊公演『阿国歌舞伎夢華』 -名古屋山三
  - 11月 博多座演劇講座
  - 1月 蘭このみスペイン舞踊公演『花がたみ』
  - 12月 夜の部『ふるあめりかに袖はぬらさじ』 -思誠塾多賀谷

- 2008年
  - 1月 通し狂言『雷神不動北山桜』 -文屋豊秀
  - 3月-6月 スーパー歌舞伎『ヤマトタケル』 -ヤマトタケル、タケヒコ（市川右近との交互出演）
  - 7月 七月大歌舞伎 昼の部『義経千本桜』「鳥居前」 -源義経、夜の部『夜叉ヶ池』 -萩原　晃
  - 9月 赤坂大歌舞伎『江戸みやげ狐狸狐狸ばなし』 -重善
  - 10月 紫派藤間流舞踊会 昼の部『保名』
  - 11月 新神戸オリエンタル劇場20周年記念スペシャル 源氏物語千年紀記念『須磨・明石　源氏幻想』 -光源氏
  - 11月 『獅子虎傳阿吽堂』「番外編」

- 2009年
  - 1月 初春花形歌舞伎 昼の部『二人三番叟』 -翁、『義経千本桜』「木の実、小金吾討死」-小金吾、『再茲歌舞伎花轢』（お祭）-鳶頭、夜の部『七つ面』、『弁天娘女男白浪』-忠信利平
  - 3月 『獨道中五十三驛』-丹波与八郎
  - 4月 春秋座歌舞伎舞踊公演『二人腕久』、『望月』
  - 5月 『東海道中膝栗毛』-喜多八

- 2010年
  - 4月,6月 『四谷怪談忠臣蔵』-民谷伊右衛門
  - 7月 関西歌舞伎を愛する会「七月大歌舞伎」 昼『妹背山婦女庭訓』-烏帽子折求女、夜『双蝶々曲輪日記』-三原伝造 他
  - 9月 松竹花形歌舞伎「二十一世紀歌舞伎組公演」、Aプロ『太閤三番叟』-関白秀吉、「口上」 Bプロ「口上」、『黒塚』-阿闇梨祐慶
  - 11月 市川段治郎名作語り 夏目漱石『夢十夜』
  - 12月 市川段治郎名作語り 太宰治『お伽草紙』
  - 12月 『ラヴ・レターズ』-アンディ

- 2011年
  - 1月 新春新派公演 『日本橋』-葛木晋三
  - 1月 寿伝統芸能の競宴 舞踊 『石橋』
  - 8月 「市川段治郎名作語り　その3」 川口松太郎『人情馬鹿物語』より「深川の鈴」「春色浅草ぐらし」
  - 10月 舞踊劇『サロメとヨカナーン』 -ヨカナーン

- 2012年
  - 1月 花形新派 朗読公演『振袖紅梅』（三越劇場）
  - 3月 朗読による「謹訳 源氏物語 林望」
  - 5月「土御門大路〜陰陽師・安倍晴明と貴船の女」-安倍晴明 （渋谷区総合文化センター大和田さくらホール、中日劇場）
  - 6月 六月大歌舞伎（二代目市川猿翁 四代目市川猿之助 九代目市川中車襲名披露、五代目市川團子初舞台）「小栗栖の長兵衛」-堀尾茂助　 「ヤマトタケル」-帝の使者 （新橋演舞場）
  - 7月 七月大歌舞伎（二代目市川猿翁　四代目市川猿之助　九代目市川中車　襲名披露、五代目市川團子初舞台）「ヤマトタケル」-帝の使者 「将軍江戸を去る」-吉崎角之助 「楼門五三桐」-真柴久吉の家来 （新橋演舞場）
  - 9月 リーディングドラマ「武士の尾」構成・演出（紀尾井小ホール）
  - 10月 「新派名作撰・葛西橋」-友次郎、舞踊「小春狂言」-五島 （三越劇場）
  - 11月 「笑う門には福来たる 〜女興行師 吉本せい〜」（大阪松竹座）[14]

- 2017年
  - 1月 初春新派公演「華岡青洲の妻」（三越劇場） - 華岡青洲 役[15]
  - 6月 六月花形新派公演「黒蜥蜴」（三越劇場） - 明智小五郎 役
  - 7月 七月名作喜劇公演「お江戸みやげ」 - 阪東栄紫 役、「紺屋と高尾」 - 紺屋の久造 役（新橋演舞場）[16]

- 2018年
  - 1月 初春新派公演「家族はつらいよ」（三越劇場）
  - 6月 六月花形新派公演「黒蜥蜴―全美版―」（三越劇場） - 明智小五郎 役
  - 11月 新派特別公演「犬神家の一族」（大阪松竹座・新橋演舞場） - 金田一耕助 役

- 2019年
  - 1月 初春花形新派公演「日本橋」（三越劇場） - 医学士葛木晋三 役
  - 6月 六月花形新派公演「夜の蝶」（三越劇場） - 白沢一郎 役
  - 8月 八月新派公演・山村美紗サスペンス「京都　都大路謎の花くらべ」（新橋演舞場） - 沢木（日本画家）

- 2020年
  - 2月 新派特別公演「八つ墓村」（新橋演舞場） - 金田一耕助 役
  - 12月 新派朗読公演「夜叉ヶ池」（新橋演舞場）

- 2021年
  - 10月　十月新派特別公演「小梅と一重」（新橋演舞場）- 銀之助役
  - 11月　新派「糸桜－黙阿弥家の人々 ふたたび」（日本橋公会堂）- 河竹繁俊役

- 2022年
  - 6月　六月大歌舞伎「ふるあめりかに袖はぬらさじ」（歌舞伎座）- 思誠塾岡田役　
  - 8月　坂東玉三郎特別公演「東海道四谷怪談」（京都　南座）-　小仏小平役
  - 10月　坂東玉三郎特別公演「本朝廿四孝」（名古屋　御園座）- 長尾謙信役

- 2023年
  - 4月　陽春花形歌舞伎「お染の七役」「怪談乳房榎」（名古屋 御園座）-鬼門の喜兵衛、磯貝浪江役
  - 8月　坂東玉三郎特別公演「怪談 牡丹灯籠」（京都　南座）-　萩原新三郎役

- 2024年 
  - 3月　名古屋平成中村座「弁天娘女男白浪」「義経千本桜」（同朋高校） - 日本駄右衛門役、源九郎判官義経役
  - 6月　初夏の新派祭「螢」「喜劇 お江戸みやげ」（三越劇場） - 鈴木重一役、阪東栄紫役[17]

## テレビドラマ
- 水戸黄門 第43部 第1話「家族おもいの武士魂 -江戸-」（2011年7月4日、TBS / C.A.L） - 桑畑清十郎
- 新春ワイド時代劇 忠臣蔵〜その義その愛（2012年1月2日、テレビ東京） - 高谷浅右衛門
- 陽だまりの樹 第6話「蘭方医 対 漢方医」（2012年5月11日、NHK BSプレミアム） - 川路聖謨
- 神谷玄次郎捕物控 第4話「闇の穴」（2014年4月25日、NHK BSプレミアム） - 坂崎平四郎
- 大岡越前2 第1話「町火消誕生」（2014年10月3日、NHK BSプレミアム / C.A.L） - 佐久間忠蔵
- 水戸黄門 第7話「時の太鼓とじゃじゃ馬姫（一関）」（2017年11月15日、BS-TBS / C.A.L） - 田村建顕
- 大岡越前4 第6話「まぶたの母は大奥様」（2018年2月16日、NHK BSプレミアム / C.A.L） - 巳之吉
- やじ×きた 元祖・東海道中膝栗毛 第8話「女狐の仇討ち（赤坂）」（2019年5月25日、BSテレ東 / C.A.L） - 嘉納兵馬
- 特捜9 season6 最終話「命がけの伝言」（2023年5月31日、テレビ朝日） - 志崎圭一郎

## 受賞歴
- 2005年2月　第26回松尾芸能賞 新人賞
- 2008年　名古屋演劇ペンクラブ賞